# 盐锅峡镇
盐锅峡镇，是中华人民共和国甘肃省临夏回族自治州永靖县下辖的一个乡镇级行政单位。

## 行政区划
盐锅峡镇下辖以下地区：
第一社区、第二社区、第三社区、上铨村、下铨村、上车村、抚河村、小茨村、焦家村、黄茨村、党川村、盐集村、方台村、新塬村、朱王村、陈家村和福川村。